# Senvion SE
Компания Senvion SE принадлежит к числу ведущих мировых производителей ветроэлектрических установок для наземного и морского применения. Ведущая международную деятельность машиностроительная компания разрабатывает, производит и сбывает ветроэлектрические установки, подходящие для монтажа практически в любых условиях – с диапазоном мощностей от 2,0 до 6,15 мегаватт и диаметром ротора от 82 до 152 метров.

## История
REpower Systems (ныне Senvion) была основана в 2001 году путём слияния компаний Jacobs Energie, BWU и Energiesysteme. Основная деятельность: разработка, производство и строительство промышленных ветрогенераторов.
К концу 2013 года компания Senvion установила более 5000 ветрогенераторов по всему миру. В августе 2006 года в Северном море была построена первая морская ветряная электростанция на 5 МВт. Турбина установлена в участке моря глубиной 44 метра. Для её установки применялся плавучий кран грузоподъёмностью 900 тонн. 
Senvion – единственный немецкий производитель морских ветрогенераторов. Турбина Senvion 6.2M152 (тогда ещё REpower 6.2M152) была представлена общественности в ноябре 2013 года. Это усовершенствованный вариант уже существующей турбины 6.2M126. При всё той же номинальной мощности на уровне 6,15 МВт она теперь оснащена ротором большего диаметра, 152 м. Также была переработана трансмиссия. Таким образом, количество добытой электроэнергии повысится на 20% по сравнению с предыдущей моделью (при среднегодовой скорости 9,5 м/с). Прототип был установлен на севере Германии, на суше, в конце 2014 года. 

## Деятельность
В Германии, кроме центрального офиса в Гамбурге, компания владеет двумя заводами и двумя исследовательскими центрами. 
Через совместные предприятия и лицензии Senvion ведёт свою деятельность в Японии, Китае, Индии, Австралии, Великобритании, США, Италии, Португалии, Испании, Франции и других странах.
Основные рынки сбыта в 2013 году с соответствующими рыночными долями: Германия (15%), Великобритания (11%), Франция (20%), Канада (30%) и Польша (14%). 
В 2013 году Senvion установила генераторы суммарной мощностью более 1,4 гигаватт (ГВт). В 2014 году Senvion пробила всемирную отметку мощности 10 ГВт.

## Владельцы
С 2011 года материнским предприятием Senvion является индийская компания Suzlon Energy Ltd.